# Жіана-Маре
Жіана-Маре (рум. Jiana Mare) — село у повіті Мехедінць в Румунії. Входить до складу комуни Жіана.
Село розташоване на відстані 270 км на захід від Бухареста, 25 км на південь від Дробета-Турну-Северина, 89 км на захід від Крайови.

## Населення
За даними перепису населення 2002 року у селі проживали 914 осіб.
Національний склад населення села:
| Національність | Кількість осіб | Відсоток |
| -------------- | -------------- | -------- |
| румуни         | 890            | 97,4%    |
| цигани         | 22             | 2,4%     |

Рідною мовою назвали:
| Мова      | Кількість осіб | Відсоток |
| --------- | -------------- | -------- |
| румунська | 891            | 97,5%    |
| циганська | 22             | 2,4%     |